# Otacilia revoluta
Espèce
Synonymes
- Phrurolithus revolutus Yin, Ubick, Bao & Xu, 2004

Otacilia revoluta est une espèce d'araignées aranéomorphes de la famille des Phrurolithidae.

## Distribution
Cette espèce est endémique du Yunnan en Chine,. Elle se rencontre vers Pianma.

## Description
La femelle holotype mesure 3,35 mm.

## Publication originale
- Yin, Ubick, Bao & Xu, 2004 : Three new species of the spider genus Phrurolithus from China (Araneae, Corinnidae). Journal of Arachnology, vol. 32, no 2, p. 270-275 (texte intégral).